# Tunnel du Hom
Le tunnel du Hom est un tunnel ferroviaire à voie unique d'une longueur de 153 mètres qui se situe sur la ligne Caen-Flers, entre les gares de Thury-Harcourt et la halte de Grimbosq.
Le tunnel n'étant plus exploité, une préservation de son rôle passe par l'aménagement d'une voie verte de la Suisse normande (V43), baptisée Vélo Francette, qui passe dans ce tunnel. Il est équipé d'un système d'éclairage automatique détectant le passage des cyclistes.

## Situation ferroviaire
Établi à une altitude moyenne de 30 mètres, le tunnel du Hom est située au point kilométrique (PK) 265,469 de la ligne de Caen à Cerisy-Belle-Étoile (fermée), entre les gares de Grimbosq et de Thury-Harcourt.

## Histoire
Le tunnel du Hom est mis en service le 10 mai 1873 par la compagnie des chemins de fer de l'Ouest, lorsqu'elle ouvre à l'exploitation la section de Caen à Berjou.
Lors de la construction du chemin de fer Caen-Flers, afin d'éviter la boucle du Hom (large méandre créé par le fleuve Orne), trois projets ont été proposés. Celui du tunnel du Hom fut retenu. Hom, qui signifie île.

## Caractéristiques

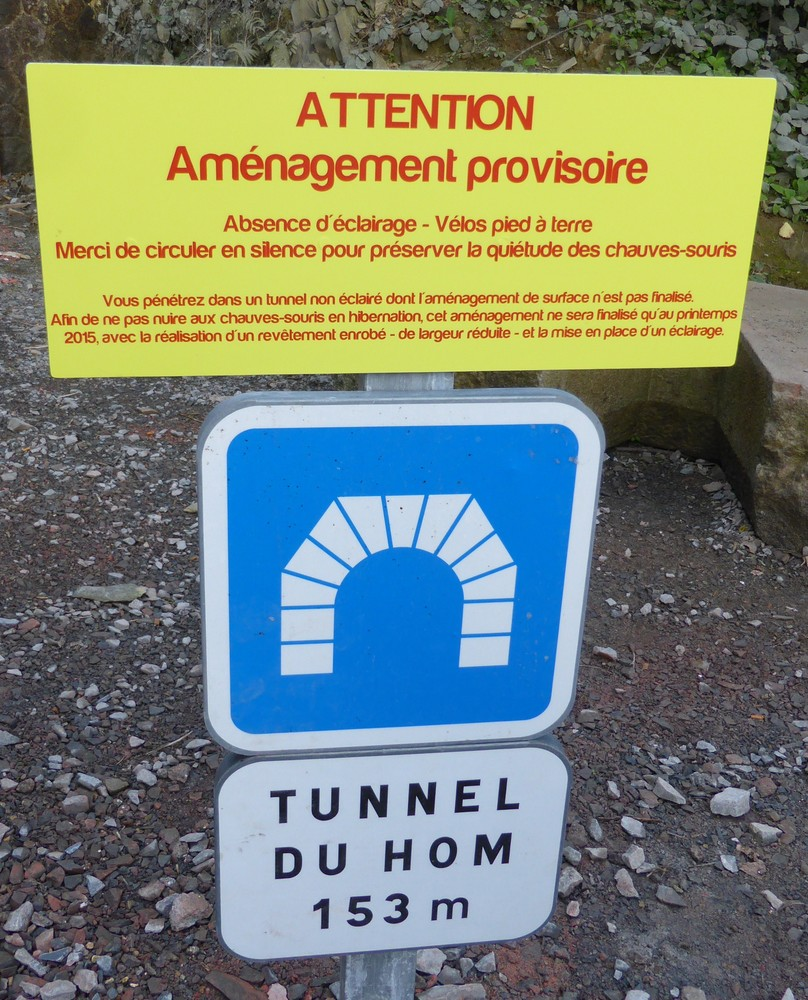
Panneaux à l'entrée Nord du tunnel du Hom (côté Caen).

Ce souterrain a été initialement prévu pour deux voies. Toutefois, le trafic espéré n’étant jamais venu, il est toujours resté équipé d’une seule voie.
Le budget de l'aménagement du tunnel du Hom pour permettre la circulation des cyclistes est de 700 000 €.
Aujourd’hui, la largeur de la plateforme permet de faire cohabiter une voie verte et une voie ferrée.
L’état de la voie ferrée permet encore de faire circuler des vélorails, des petites draisines à moteur, à condition de maintenir la végétation.
Sur le dessus du tunnel, les promeneurs trouveront une statue de la Vierge et un banc pour profiter de la vue. Du haut du tunnel du Hom, la vue de la boucle est totale.

## Galerie de photographies

Tunnl du Hom
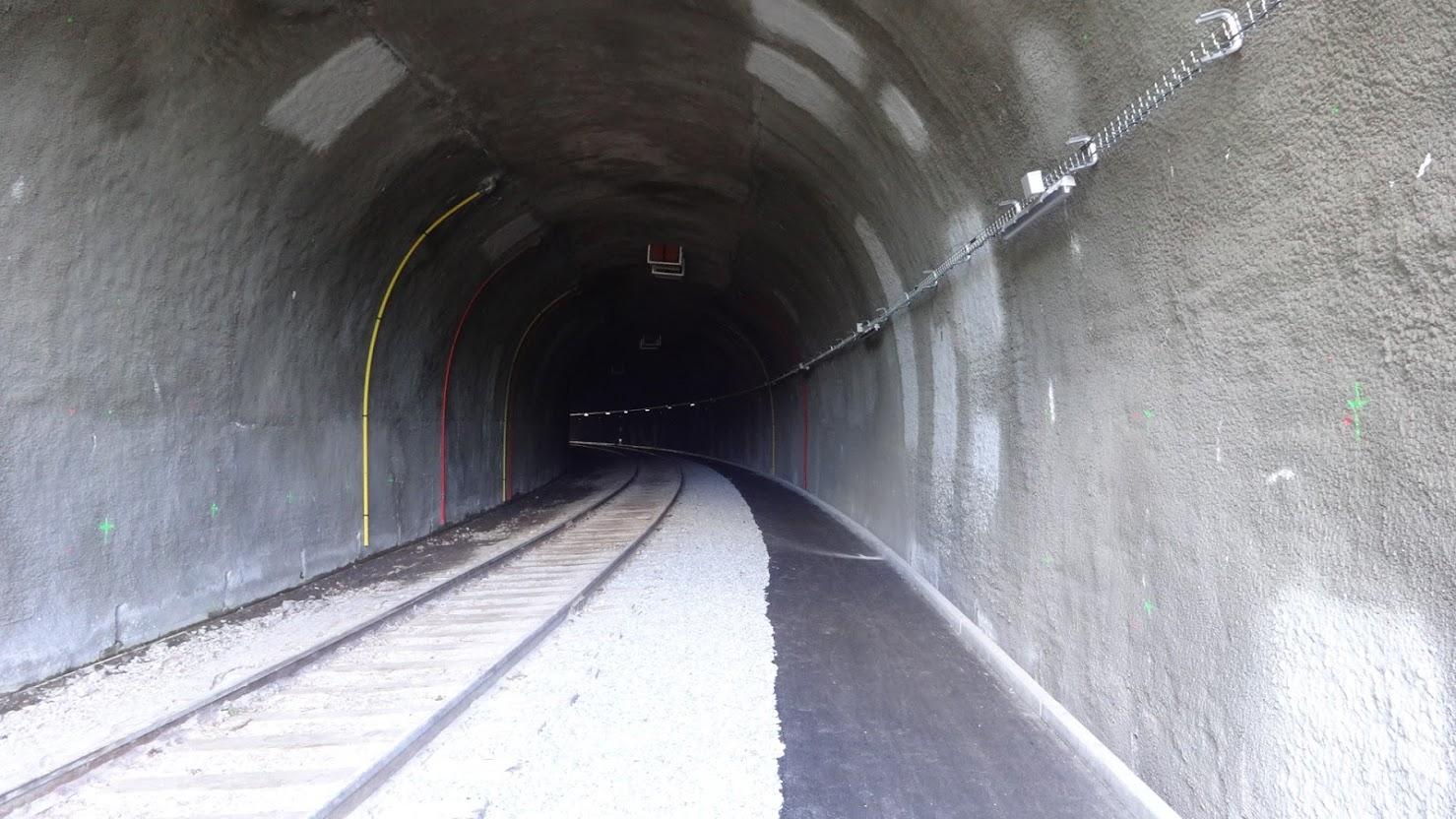
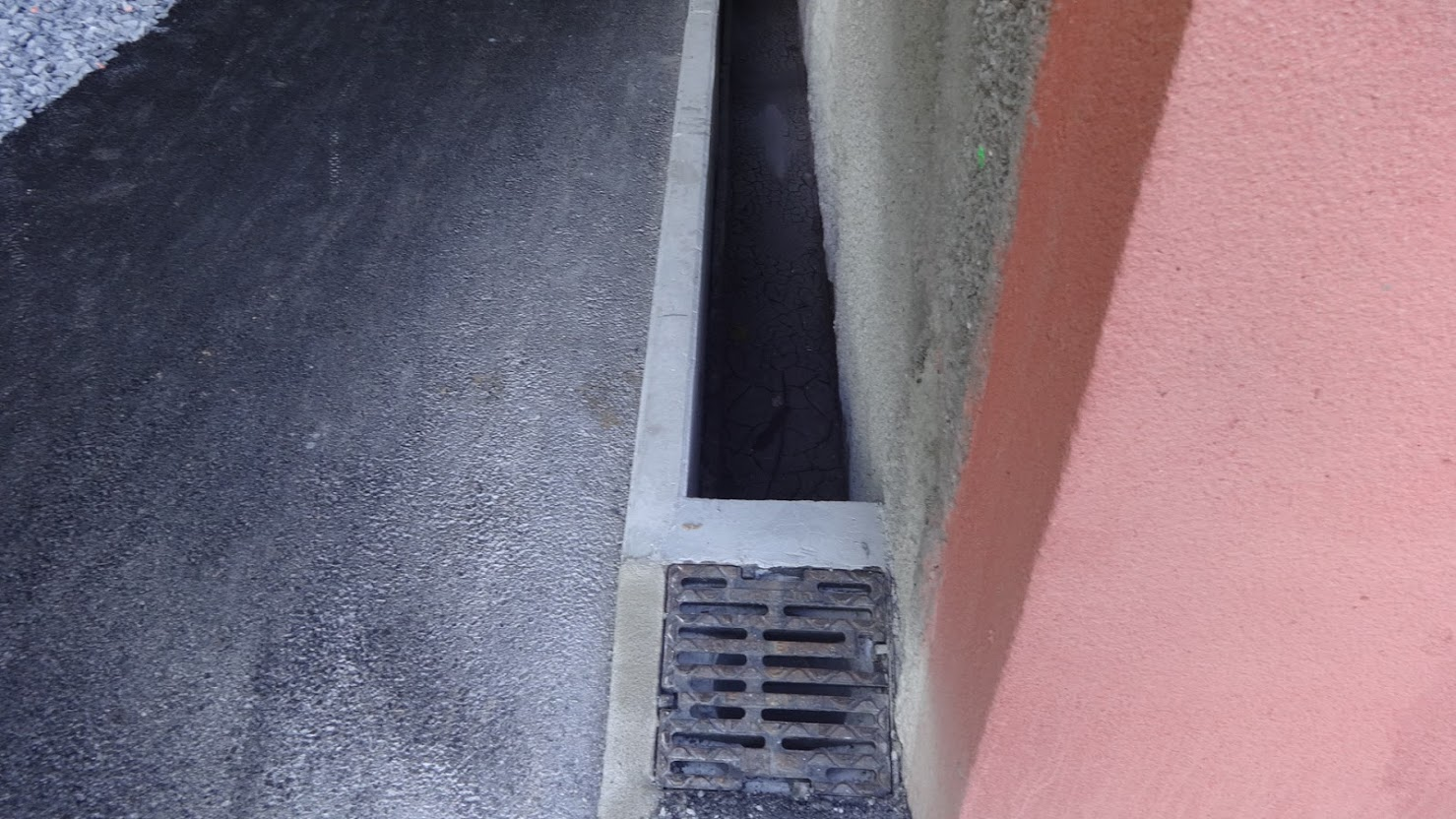
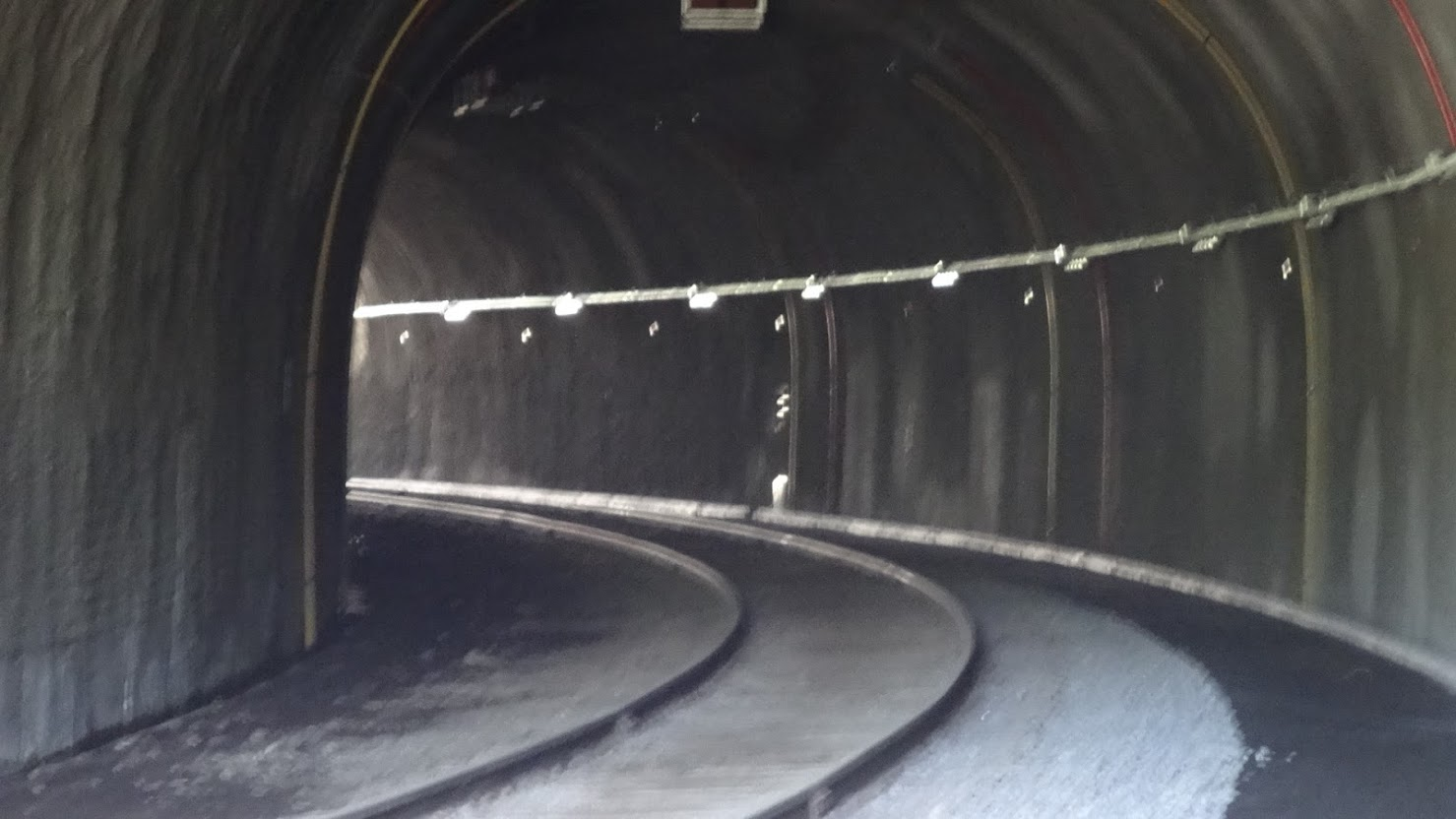